# Billette (héraldique)
Pour les articles homonymes, voir Billette.
En héraldique, la billette est un « meuble d'armoiries en forme de carré long (un rectangle donc) ou d'un billet, figurant des pièces d'étoffe ou de bois, et des briques d'or ou d'argent ».
On en rencontre quelquefois de couleur. On doit indiquer la position des billettes quand elles ne sont pas posées verticalement. Elles sont du reste des plus honorablement admises en armoiries.
Les billettes seraient primitivement des pièces ou morceaux d'étoffes d'or, d'argent ou de couleur, plus longues que larges, que l'on mettait sur les habits, par intervalles égaux, pour servir d'ornements.
« Les billettes sont l'emblème de la franchise, parce qu'il n'y avait que les gens libres qui en pussent porter autrefois. »

## Blasonnement
La position ordinaire de la billette est verticale, lorsqu'elle est posée horizontalement, ce qui est rare, on dit qu'elle est couchée. 
Une billette de sable (noir) en champ d'argent symboliserait une lettre cachetée.
Les billettes symboliseraient les châteaux et lorsqu'elles sont percées symboliseraient les châteaux démantelés.
« Billetté » est le terme employé par quelques auteurs héraldiques pour exprimer un écu ou une pièce de l'écu chargé de billettes sans nombre. Le terme « semé » est préférable.
| Famille                | Blason | Description |
| ---------------------- | ------ | --- |
| Maison de Choiseul     |        | D'azur, à la croix d'or, cantonnée de vingt billettes du même, cinq dans chaque canton, 2, 1 et 2.                         |
| Maison de Lugny        |        | D'azur à trois quintefeuilles d'or accompagnées de sept billettes de même, trois en chef, une en cœur, et trois en pointe. |
| Francheville (de)      |        | D'argent, au chevron d'azur, chargé de six billettes percées d'or.                                                         |
| Ferron de La Ferronays |        | D'azur, à six billettes d'argent ; au chef de gueules, chargé de trois annelets du second.                                 |
| De Beaumanoir          |        | D'azur aux onze billettes d'argent, posés 4, 3, 4.                                                                         |
| Du Coëtlosquet         |        | De sable, billeté d'argent, au lion morné du même, brochant sur le tout.                                                   |
| Maison de Nassau       |        | D'azur semé de billettes d'or, au lion du même, armé et lampassé de gueules, brochant sur le tout.                         |